# Kissy Sell Out
Kissy Sell Out, de son vrai nom Thomas Bisdee (né le 18 juin 1984 à Colchester, en Angleterre), est un producteur et disc jockey britannique de musique électronique, également graphiste, directeur des labels discographiques San City High Records et Stepper Man, astrophysicien à temps partiel et chroniqueur scientifique pour Sick Chirpse. Kissy Sell Out se fait connaître en 2006 pour ses productions d'electro et son style de DJ énergique. En 2009, Mixmag le décrit comme « l'un des DJ les plus excitants, charismatiques et divertissants de la décennie ».
En plus de son parcours de DJ, il compte six albums — Youth, Wild Romance, Introducing Kissy Sell Out, San City High All Stars Vol. 1 et 2, Style from the Westside — et des compositions officielles de cérémonies pour les Jeux olympiques de 2012 à Londres,.

## Biographie
Kissy passe son adolescence à Colchester, dans l'Essex. Il commence à pratiquer le DJing et à s'initier à la production musicale à l'âge de 13 ans, lorsqu'un camarade de classe lui fait écouter un CD de United Dance mixé par DJ Hype. Il s'intéresse particulièrement à la musique de danse électronique post-moderne très complexe sur le plan mélodique, dont le tempo avoisine souvent les 128 BPM.
Alors que les capacités techniques de Kissy s'épanouissent professionnellement, ses spectacles de DJ en direct commencent à se concentrer sur la mise en place de rythmes electro sur des morceaux de musique classique à l'aide de platines CDJ de Pioneer. Cet élément unique dans son approche du mixage le conduit à produire et à enregistrer son deuxième album Wild Romance en utilisant presque exclusivement des instruments classiques - ce qui commence à attirer l'attention des médias lorsqu'il est invité à s'exprimer lors d'un débat officiel à la Cambridge Union contre Stephen Fry sur la pertinence de la musique classique pour les jeunes en mai 2011. Kissy apparaît également avec Stephen Fry dans le programme d'information Look East de la BBC et dans le Today Show de BBC Radio 4, et a écrit un article de deux pages publié dans le journal The Independent sur le sujet.

### BBC Radio 1
Entre 2007 et 2012, il anime une émission Kissy Klub sur BBC Radio 1. L'émission mêle musique classique et personnages fictifs parlant par ordinateur à une sélection exclusive de remixes créés spécialement pour l'émission et appelés Kissy Klub Versions. Grâce à cette émission de radio, Kissy devient une force influente dans le développement de la scène electro. Des artistes de renom tels que Diplo, Felix da Housecat, Hervé, Uffie et Erol Alkan font des apparitions régulières avec des morceaux exclusifs soutenus par Kissy, ce qui donne le coup d'envoi à la carrière d'une longue liste de producteurs et de DJ, à travers le monde.
En juillet 2007, Kissy Sell Out est engagé par BBC Radio 1 pour présenter un épisode mensuel d'une émission spécialisée dans la musique de danse intitulée In New DJs We Trust. En octobre 2008, il reprend définitivement le créneau du jeudi soir d'Eddie Halliwell pour animer sa propre émission hebdomadaire intitulée Kissy Klub. Son émission de radio couvrait une sélection de styles et de genres musicaux, les morceaux étant souvent mélangés de manière homogène. Sa dernière émission sur BBC Radio 1 remonte à 2012.
Jusqu'en 2009, la majorité de sa production musicale en tant que producteur consistait en des remixes pour d'autres artistes tels que Mark Ronson, Calvin Harris, The Human League, Sugababes, Groove Armada et All Saints. C'est ce travail de production précoce qui attire l'attention des responsables de BBC Radio 1.

### Pioneer DJ
Kissy travaille très étroitement avec Pioneer DJ depuis 2011, consultant en tant qu'ambassadeur de la marque et bêta-testeur — aux côtés de James Zabeila et Laidback Luke — lors du développement de deux itérations respectives des équipements CDJ-2000 Nexus et DJM-900 Nexus, et de plusieurs versions du logiciel rekordbox de Pioneer DJ. Kissy a réalisé de nombreuses vidéos de démonstration sur YouTube pour la société, en utilisant les produits 2000 NXS et RMX-1000, et s'est personnellement rendu au siège de Pioneer DJ Japan à Kawasaki pour contribuer à la conception de la ligne de produits DJM-900 NXS II en 2015.
Kissy est apparu dans quatre épisodes de la série Pioneer DJ Sounds sur YouTube depuis 2011, avec des chiffres de visionnage approchant le million de vues dans certains cas,.

## Discographie

### Albums studio
- 2009 : Youth
- 2010 : Introducing Kissy Sell Out (Amérique du Nord uniquement)
- 2011 : Wild Romance
- 2013 : San City High All Stars
- 2015 : San City High All Stars, Vol. 2 (Mixed by Kissy Sell Out)
- 2018 : Style from the Westside

### Singles notables
- 2014 : Deeper in Love (feat. Angie Brown)
- 2014 : The Promise (feat. Holly Lois)
- 2015 : Tell You (feat. Holly Lois)
- 2016 : This Is Our Night (feat. Lisa Williams) (San City High Records / Carrillo Music)
- 2016 : Always (Together Forever) (feat. Robert Owens)
- 2016 : Caught Up (feat. Jamie George)